# Andrea Bruschi
Andrea Bruschi (Genova, 1º maggio 1968) è un cantante e attore italiano.

## Biografia
Nei primi anni novanta inizia la carriera musicale col duo new wave Bronco Billy, incidendo un album per la Sony; il singolo Chained Heart entra nelle classifiche giapponesi e il duo è invitato al Festival di Osaka, suonando al Tokio Dome. Pochi mesi dopo il duo si scioglie.
Nel 2001 partecipa, come protagonista, al film 500!, nel quale interpreta anche la colonna sonora curata da Mao.
È leader e cantante del gruppo Marti, il cui primo album Unmade beds, esce nel settembre 2006 per l'etichetta Green Fog Records. I videoclip Buying thinghs from your past e September in the rain, girati dal regista Lorenzo Vignolo, vengono trasmessi in rotazione su MTV. Successivamente la band firma per l'etichetta canadese FOD Records con cui pubblica il disco in Germania e produce il nuovo album Better Mistakes, uscito in Italia nel 2011. Nel 2016 il gruppo torna con l'album King of the Minibar, registrato tra Londra, Berlino e l'Italia, che chiude la trilogia discografica del gruppo.
Come attore, oltre a 500!, del quale è anche sceneggiatore e produttore, partecipa ad altri film, come Il partigiano Johnny (2000) e Lavorare con lentezza (2004), entrambi di Guido Chiesa, Nativity (2006) di Catherine Hardwicke. È inoltre protagonista di due film horror: Demonium (2001) di Andreas Schnaas e I tre volti del terrore (2004) di Sergio Stivaletti. In seguito è nel cast di Nelle tue mani (2007), regia di Peter Del Monte, Hermano (2007), regia di Giovanni Robbiano, Guido che sfidò le Brigate Rosse (2007), regia di Giuseppe Ferrara, Workers - Pronti a tutto (2012), regia di Lorenzo Vignolo e Cosimo e Nicole (2012), regia di Francesco Amato.
In televisione è nel cast della serie televisiva Squadra antimafia - Palermo oggi, in cui interpreta il personaggio di Bellomo; partecipa a Una banale operazione, episodio della prima stagione di Don Matteo; nelle miniserie televisiva Grand Hotel, nel ruolo del dottor Gadda. Nella serie televisiva Mozart in the Jungle, prodotta da Amazon Studios, è Vlad. Nel 2018 è fra i protagonisti della serie televisiva Il nome della rosa, tratta dall'omonimo romanzo di Umberto Eco, e prodotta da Tele München Gruppe e Rai Fiction.

## Discografia

### Album
con i Marti
- 2006 – Unmade beds (Green Fog/Venus)
- 2011 – Better mistakes (Fod Records)
- 2016 – King of the Minibar (Cassavetes Connection/Believe.)

### Collaborazioni
- 2002 – Mao - 500! (colonna sonora originale) - voce, musica e testi nei brani If you really come to Italy e Everybody let's work tonight

## Filmografia

### Cinema
- Insert coin, regia di Lorenzo Vignolo (1995)
- Dove, regia di Lorenzo Vignolo (1996)
- Senza piombo, regia di Lorenzo Vignolo  (1997)
- Corti stellari, registi vari (1997)
- A Deadly Compromise, regia di Giovanni Robbiano (2000)
- Il partigiano Johnny, regia di Guido Chiesa (2000)
- La mucca magnetica, regia di Andrea Romagnoli e Davide Sorlini (2000)
- Giravolte, regia di Carola Spadoni (2001)
- Demonium, regia di Andreas Schnaas (2001)
- Amici Ahrarara, regia di Franco Amurri (2001)
- 500!, regia di Giovanni Robbiano, Lorenzo Vignolo, Matteo Zingirian (2001)
- Il vampiro, regia di Marco Speroni (2002)
- Pornodrome - Una storia dal vivo, regia di Beniamino Catena (2002)
- Lavorare con lentezza, regia di Guido Chiesa (2004)
- I tre volti del terrore, regia di Sergio Stivaletti (2004)
- Le valigie di Tulse Luper, regia di Peter Greenaway (2004)
- Nativity, regia di Catherine Hardwicke (2006)
- Nelle tue mani, regia di Peter Del Monte (2007)
- Hermano, regia di Giovanni Robbiano (2007)
- Guido che sfidò le Brigate Rosse, regia di Giuseppe Ferrara (2007)
- Caribbean Basterds, regia di Enzo G. Castellari (2010)
- Shadows in the Distance, regia di Orlando Bosch (2012)
- Workers - Pronti a tutto, regia di Lorenzo Vignolo (2012)
- Cosimo e Nicole, regia di Francesco Amato (2012)
- Aspirante vedovo, regia di Massimo Venier (2013)
- Una storia sbagliata, regia di Gianluca Maria Tavarelli (2014)
- Shadows in the Distance, regia di Orlando Bosch (2015)
- La leggenda di Bob Wind, regia di Dario Baldi (2016)
- Last Christmas, regia di Christiano Pahler (2016)
- Moglie e marito, regia di Simone Godano (2017)
- Cronofobia, regia di Francesco Rizzi (2018)
- Bent - Polizia criminale, regia di Bobby Moresco (2018)
- La banalità del crimine, regia di Igor Maltagliati (2018)
- Cronofobia, regia di Francesco Rizzi (2018)
- Come niente, regia di Davide Como (2021)
- L'ardore dei timidi, regia di Antonio Vladimir Marino (2021)
- Yara, regia di Marco Tullio Giordana (2021)
- House of Gucci, regia di Ridley Scott (2021)
- Diabolik - Ginko all'attacco!, regia di Manetti Bros. (2022)
- Chiara, regia di Susanna Nicchiarelli (2022)
- Un mondo fantastico, regia di Michele Rovini (2022)
- Il grande giorno, regia di Massimo Venier (2022)
- Ferrari, regia di Michael Mann (2023)

### Televisione
- Giornalisti – serie TV (2000)
- Don Matteo – serie TV, episodio 1x02 (2000)
- Le stagioni del cuore – serie TV (2004)
- Distretto di Polizia – serie TV, episodio 5x01 (2005)
- La freccia nera, regia di Fabrizio Costa – miniserie TV, 6 puntate (2006)
- 48 ore – serie TV (2006)
- R.I.S. - Delitti imperfetti – serie TV, episodio 4x05 (2008)
- Squadra antimafia - Palermo oggi – serie TV, 7 episodi (2010-2013)
- Un passo dal cielo – serie TV, 1 episodio (2015)
- 1992 – serie TV, episodio 1x04 (2015)
- Il paradiso delle signore – serie TV, episodi 1x05-1x06 (2015)
- Non uccidere – serie TV, episodio 1x12 (2016)
- I Medici (Medici: Masters of Florence) – serie TV, episodi 1x01-1x02 (2016)
- Mozart in the Jungle – serie TV, episodi 3x01-3x03-3x04 (2016)
- 1993 – serie TV, episodio 2x02 (2017)
- Il nome della rosa (The Name of the Rose), regia di Giacomo Battiato – miniserie TV, 4 puntate (2019)
- Petra – serie TV, episodio 1x02 (2020)
- Gli orologi del diavolo, regia di Alessandro Angelini – miniserie TV, episodi 1x07-1x08 (2020)
- Signora Volpe – serie TV, episodio 1x02 (2022)
- Il clandestino – serie TV, episodio 1x02 (2024)
- La legge di Lidia Poët – serie TV, 4 episodi (2024)
- L'imperatrice (Die Kaiserin) – serie TV, episodio 2x03 (2024)
- M - Il figlio del secolo, regia di Joe Wright – miniserie TV, puntata 5 (2025)